# Secteur pastoral de La Ferté-Alais-Val d'Essonne
Pour les articles homonymes, voir La Ferté (homonymie).
Le secteur pastoral de La Ferté-Alais-Val d'Essonne est une circonscription administrative de l'église catholique de France, subdivision du diocèse d'Évry-Corbeil-Essonnes.

## Histoire
Le synode diocésain de 1987 a modifié le statut du doyenné en secteur pastoral.

## Organisation
Le secteur pastoral de La Ferté-Alais-Val d'Essonne est rattaché au diocèse d'Évry-Corbeil-Essonnes, à l'archidiocèse de Paris et à la province ecclésiastique de Paris. Il est situé dans le vicariat Sud-Est et la zone verte du diocèse.

### Paroisses suffragantes
Le siège du doyenné est fixé à La Ferté-Alais. Le secteur pastoral de La Ferté-Alais-Val d'Essonne regroupe les paroisses des communes de:
- Auvernaux,
- Ballancourt-sur-Essonne,
- Baulne,
- Boissy-le-Cutté,
- Cerny,
- Champcueil,
- Chevannes,
- D'Huison-Longueville,
- Écharcon,
- Fontenay-le-Vicomte,
- Guigneville-sur-Essonne,
- Itteville,
- La Ferté-Alais,
- Le Coudray-Montceaux,
- Mennecy,
- Mondeville,
- Nainville-les-Roches,
- Ormoy.

### Prêtres responsables
| Période                                  | Période  | Identité          | Fonction précédente | Observation |
| ---------------------------------------- | -------- | ----------------- | ------------------- | ----------- |
| 1998                                     | 2008     | Jean Luc Guilbert |                     | -           |
| 2008                                     | 2009     | Martial Bernard   |                     | -           |
| 2009                                     | 2010     | Joël Maltête      |                     | -           |
| 2010                                     | en cours | Jacques Vallet    |                     | -           |
| Les données manquantes sont à compléter. |          |                   |                     |             |

## Patrimoine religieux remarquable
- Église Saint-Pierre à Cerny ;
- Église Notre-Dame-de-l'Assomption-de-la-Très-Sainte-Vierge à Champcueil ;
- Église Saint-Rémi à Fontenay-le-Vicomte ;
- Église Saint-Germain à Itteville ;
- Église Notre-Dame-de-l'Assomption à La Ferté-Alais ;
- Église Notre-Dame de l'Assomption de la Très Sainte-Vierge à Le Coudray-Montceaux ;
- Église Saint-Pierre à Mennecy ;
- Église Saint-Martin à Mondeville ;
- Église Saint-Jacques à Ormoy ;

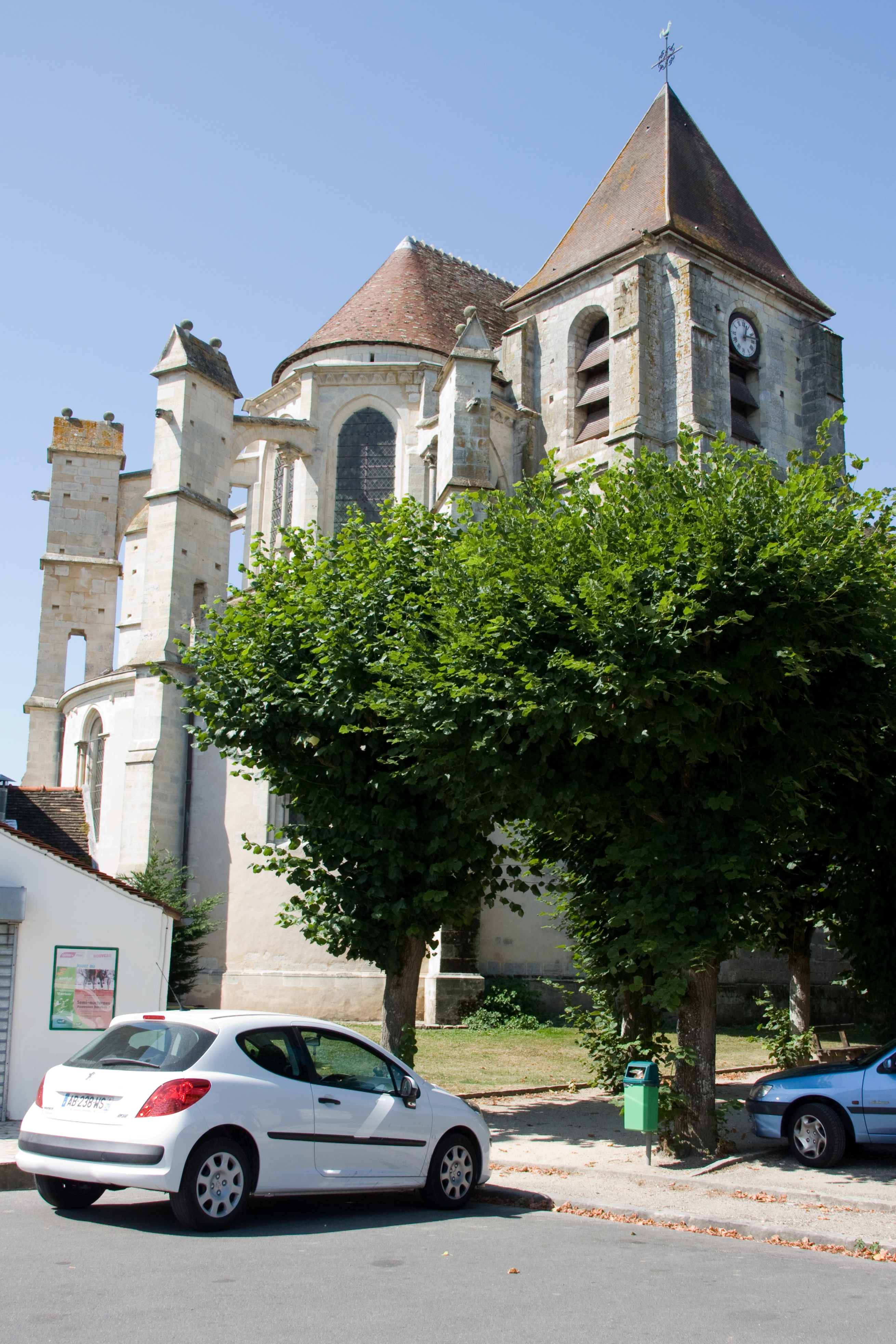
L'église Notre-Dame-de-l'Assomption-de-la-Très-Sainte-Vierge de Champcueil.

## Pour approfondir

## Sources
1. ↑  « Carte du découpage en secteurs sur le site du diocèse. »(Archive.org • Wikiwix • Archive.is • Google • Que faire ?) Consulté le 10/08/2010.